# Mýlingur

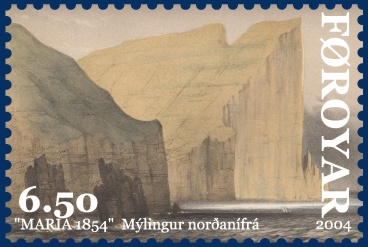
Nordseite des Mýlingur (im Hintergrund) auf einer Briefmarke von 2004, nach einer Lithographie von 1854

Der Mýlingur [ˈmʊilɪŋgʊɹ] (564 m) ist ein Berg der Färöer an der Nordwestspitze Streymoys.
Der Mýlingur ist an seiner Meerseite ein lotrecht in den Nordatlantik abfallendes Kliff. Der Gipfel ist gleichzeitig der nördlichste Gipfel der Hauptinsel Streymoy, und entsprechend wird dieses Kap häufig als ein Bezugspunkt für Schiffspositionen nordwestlich der Färöer genommen.
Das liest sich in färöischen Quellen zum Beispiel so:
Früh am Morgen des 22. Novembers [1940], passierten sie [die Schlachtschiffe Scharnhorst und Gneisenau] Fugloy im Abstand von etwa 30 Seemeilen. Alles schien nach Plan zu laufen, aber um 16 Uhr, als die Schiffe 145 Seemeilen nordwestlich vor Mýlingur waren, nahm sie der britische Hilfskreuzer (ein bewaffnetes Frachtschiff) Rawalpindi ins Visier und hielt sich nicht zurück.
(Niels Juel Arge: Striðsárini, Band 1)
Wohlgemerkt sind 145 Seemeilen vor Mýlingur schon fast auf halber Strecke nach Island, und entsprechend wird dieses Gefecht in den nicht-färöischen Quellen südöstlich vor Island verortet. Jedenfalls wurde die Rawalpindi von der Gneisenau an jenem Tag um 19:00 Uhr versenkt.
Von der Landseite her kann man sich dem Mýlingur auf einem Wanderweg vom Dorf Tjørnuvík aus nähern. Einen eindrucksvollen Bericht über eine Besteigung des Mýlingur lieferte die britische Maria-Expedition von 1854.